# Sittisax
Genre
Sittisax est un genre d'araignées aranéomorphes de la famille des Salticidae.

## Distribution
Les espèces de ce genre se rencontrent en zone holarctique.

## Liste des espèces
Selon World Spider Catalog (version 21.0, 11/04/2020) :
- Sittisax ranieri (Peckham & Peckham, 1909)
- Sittisax saxicola (C. L. Koch, 1846)

## Publication originale
- Prószyński, 2017 : Revision of the genus Sitticus Simon, 1901 s. l. (Araneae: Salticidae). Ecologica Montenegrina, vol. 10, p. 35-50 (texte intégral).